# Moosup, Connecticut
Moosup, Connecticut (енгл. Moosup) насељено је место без административног статуса у америчкој савезној држави Конектикат.

## Демографија
По попису из 2010. године број становника је 3.231, што је 6 (-0,2%) становника мање него 2000. године.
| Група             | 2000.         | 2010.         |
| Белци             | 3.050 (94,2%) | 2.892 (89,5%) |
| Афроамериканци    | 19 (0,6%)     | 52 (1,6%)     |
| Азијати           | 29 (0,9%)     | 23 (0,7%)     |
| Хиспаноамериканци | 101 (3,1%)    | 172 (5,3%)    |
| Укупно            | 3.237         | 3.231         |